# Sant Jaume d'Esblada
Sant Jaume d'Esblada és una obra del municipi de Querol (Alt Camp) protegida com a Bé Cultural d'Interès Local.

## Descripció
L'església de Sant Jaume centra el nucli d'Esblada. És de planta rectangular, amb una única nau, absis semicircular i coberta de teula a dues vessants. L'interior es cobreix amb volta de canó i creueria, i es troba arrebossat i pintat. El cor és situat als peus. La porta d'entrada està situada a la façana sud. S'hi accedeix mitjançant una escala de vuit graons. Té arc de mig punt, format per dovelles de pedra. A la part superior hi ha un rellotge de sol. El conjunt es completa amb un campanar de planta quadrada, que té obertures d'arc de mig punt i coberta de pavelló. La construcció original és d'època romànica. Al llarg dels anys, l'església ha experimentat diverses modificacions (el campanar és posterior). Segurament la data del 1914 que apareix al rellotge de sol de la façana principal correspon a obres de restauració. L'església depèn de la de Querol.